# Saint-Avit-les-Guespières
Pour les articles homonymes, voir Saint-Avit.
Saint-Avit-les-Guespières est une commune française située dans le département d'Eure-et-Loir en région Centre-Val de Loire.

## Géographie

### Situation

Situation géographique
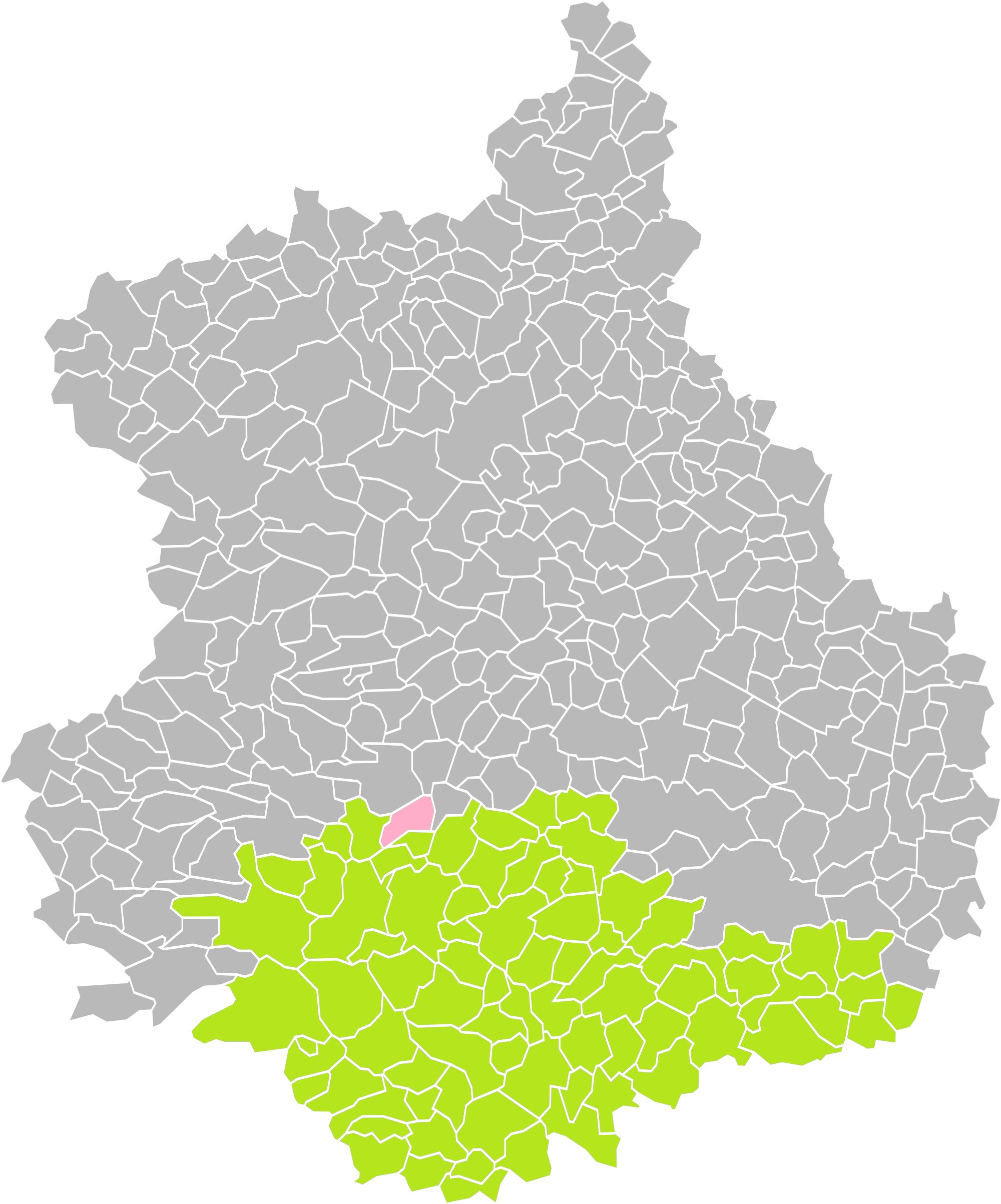
Saint-Avit-les-Guespières dans son arrondissement.
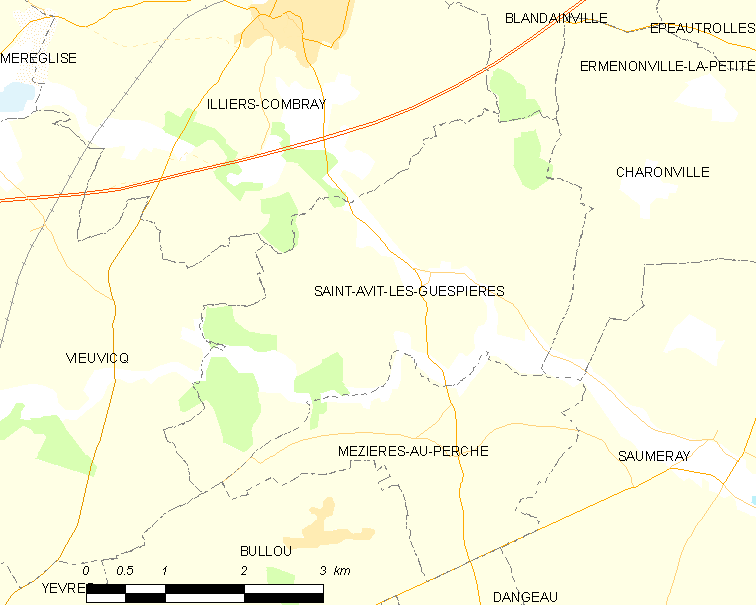
Carte de la commune de Saint-Avit-les-Guespières.

### Communes limitrophes
| Illiers-Combray | Blandainville             |             |
| Vieuvicq        | Saint-Avit-les-Guespières | Charonville |
|                 | Mézières-au-Perche        |             |

### Hydrographie
- La commune est traversée par la rivière le Loir, sous-affluent du fleuve la Loire par la Sarthe et la Maine. Saint-Avit-les-Guespières bénéficie d'une station hydrologique depuis 1850 : la hauteur maximale instantanée, relevée le 21 décembre 2012, est de 1,11 m[1].
- La rivière la Foussarde, affluent en rive droite du Loir, borde également la commune en limite sud, où elle atteint son point de confluence[2].

### Climat
Pour des articles plus généraux, voir Climat du Centre-Val de Loire et Climat d'Eure-et-Loir.
En 2010, le climat de la commune est de type climat océanique dégradé des plaines du Centre et du Nord, selon une étude du CNRS s'appuyant sur une série de données couvrant la période 1971-2000. En 2020, Météo-France publie une typologie des climats de la France métropolitaine dans laquelle la commune est exposée à un climat océanique altéré et est dans une zone de transition entre les régions climatiques « Sud-ouest du bassin Parisien » et « Moyenne vallée de la Loire ». 
Pour la période 1971-2000, la température annuelle moyenne est de 10,6 °C, avec une amplitude thermique annuelle de 14,9 °C. Le cumul annuel moyen de précipitations est de 639 mm, avec 10,7 jours de précipitations en janvier et 7,5 jours en juillet. Pour la période 1991-2020, la température moyenne annuelle observée sur la station météorologique de Météo-France la plus proche, sur la commune de Blandainville à 5 km à vol d'oiseau, est de 11,2 °C et le cumul annuel moyen de précipitations est de 626,2 mm,. Pour l'avenir, les paramètres climatiques de la commune estimés pour 2050 selon différents scénarios d'émission de gaz à effet de serre sont consultables sur un site dédié publié par Météo-France en novembre 2022.

## Urbanisme

### Typologie
Au 1er janvier 2024, Saint-Avit-les-Guespières est catégorisée commune rurale à habitat dispersé, selon la nouvelle grille communale de densité à 7 niveaux définie par l'Insee en 2022.
Elle est située hors unité urbaine. Par ailleurs la commune fait partie de l'aire d'attraction de Chartres, dont elle est une commune de la couronne,. Cette aire, qui regroupe 117 communes, est catégorisée dans les aires de 50 000 à moins de 200 000 habitants,.

### Occupation des sols
L'occupation des sols de la commune, telle qu'elle ressort de la base de données européenne d’occupation biophysique des sols Corine Land Cover (CLC), est marquée par l'importance des territoires agricoles (89,2 % en 2018), une proportion sensiblement équivalente à celle de 1990 (89 %). La répartition détaillée en 2018 est la suivante : 
terres arables (75,4 %), prairies (13,7 %), forêts (10,8 %). L'évolution de l’occupation des sols de la commune et de ses infrastructures peut être observée sur les différentes représentations cartographiques du territoire : la carte de Cassini (XVIIIe siècle), la carte d'état-major (1820-1866) et les cartes ou photos aériennes de l'IGN pour la période actuelle (1950 à aujourd'hui).

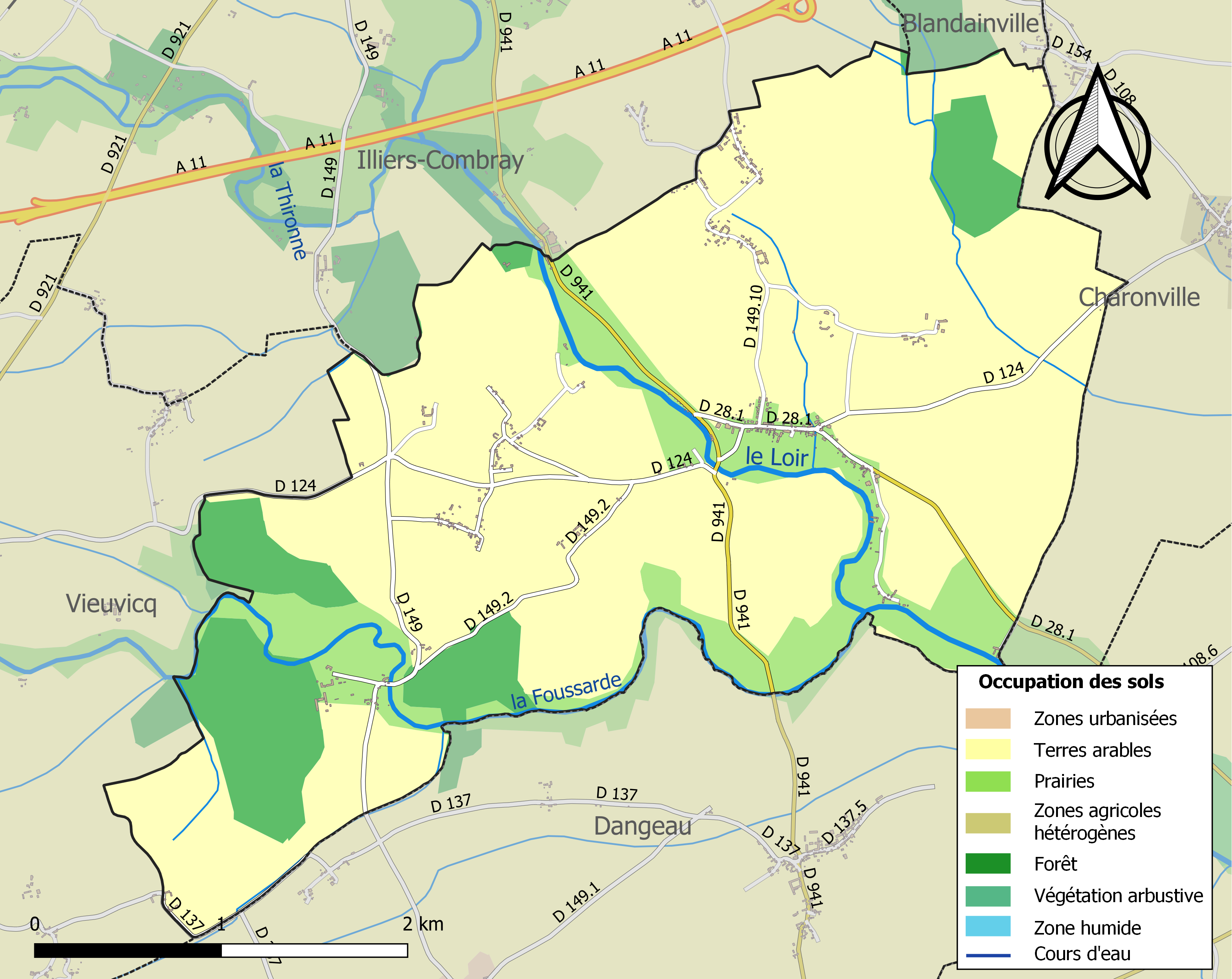
Carte des infrastructures et de l'occupation des sols de la commune en 2018 (CLC).

### Risques majeurs
Le territoire de la commune de Saint-Avit-les-Guespières est vulnérable à différents aléas naturels : météorologiques (tempête, orage, neige, grand froid, canicule ou sécheresse), inondationset séisme (sismicité très faible). Il est également exposé à un risque technologique, le transport de matières dangereuses. Un site publié par le BRGM permet d'évaluer simplement et rapidement les risques d'un bien localisé soit par son adresse soit par le numéro de sa parcelle.

#### Risques naturels
Certaines parties du territoire communal sont susceptibles d’être affectées par le risque d’inondation par débordement de cours d'eau, notamment la Foussarde et le Loir. La commune a été reconnue en état de catastrophe naturelle au titre des dommages causés par les inondations et coulées de boue survenues en 1995 et 1999,.

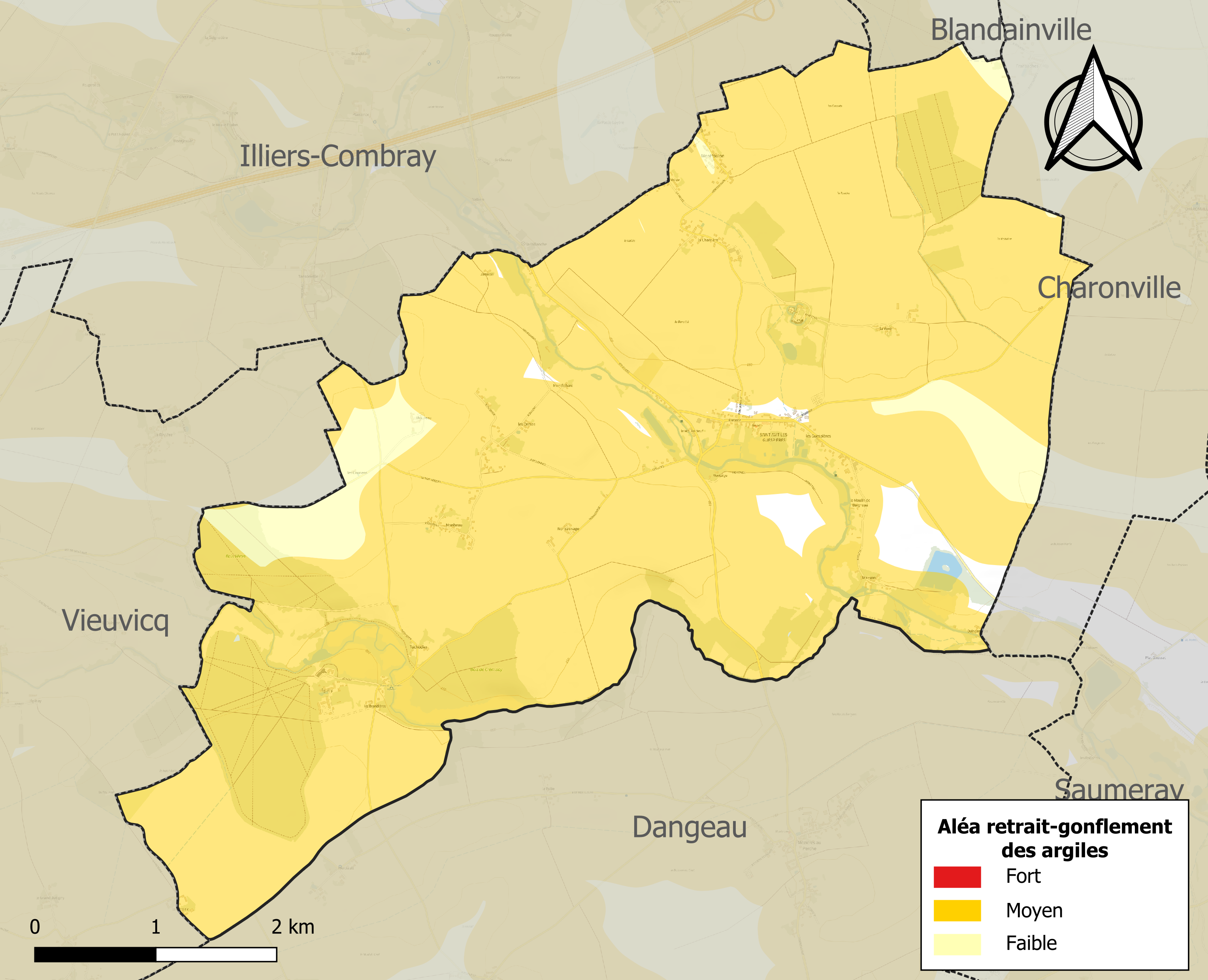
Carte des zones d'aléa retrait-gonflement des sols argileux de Saint-Avit-les-Guespières.

Le retrait-gonflement des sols argileux est susceptible d'engendrer des dommages importants aux bâtiments en cas d’alternance de périodes de sécheresse et de pluie. 92,2 % de la superficie communale est en aléa moyen ou fort (52,8 % au niveau départemental et 48,5 % au niveau national). Sur les 201 bâtiments dénombrés sur la commune en 2019, 185 sont en aléa moyen ou fort, soit 92 %, à comparer aux 70 % au niveau départemental et 54 % au niveau national. Une cartographie de l'exposition du territoire national au retrait gonflement des sols argileux est disponible sur le site du BRGM,.
Concernant les mouvements de terrains, la commune a été reconnue en état de catastrophe naturelle au titre des dommages causés par des mouvements de terrain en 1999.

#### Risques technologiques
Le risque de transport de matières dangereuses sur la commune est lié à sa traversée par des infrastructures routières ou ferroviaires importantes ou la présence d'une canalisation de transport d'hydrocarbures. Un accident se produisant sur de telles infrastructures est en effet susceptible d’avoir des effets graves au bâti ou aux personnes jusqu’à 350 m, selon la nature du matériau transporté. Des dispositions d’urbanisme peuvent être préconisées en conséquence.

## Toponymie
Le nom de la localité est attesté sous les formes Sanctus Avitus Guesperiae vers 1250 ; Sanctus Avitus juxta Guesperiam en 1359 ; Saint Avy la Guespière en 1485 ; Sanctus Avitus prope Illerium en 1541.
Saint-Avit est un hagiotoponyme qui fait référence à Avit de Rouen († 325), évêque de Rouen.
N'est-il pas permis de supposer que ce hameau tire son nom du gué du chemin pierré, qui par abréviation, se sera appelé le « gué pierré ». On disait autrefois une guaise pour un gué et l'on dit vulgairement la guaise d'un moulin ; d'où la guaise pierre, puis le guespière.

## Histoire

### Moyen Âge
- Vers 1094, Saint-Avit est une possession du chevalier Gautier II d'Aunay (Gualterius, Gaulterius ou Gauterius dit de Alneto ou de Alneio), qui y réside avec son épouse Milsent Chef-de-Fer (Milesindis ou Milesendis). Leur régisseur ("maire") s'appelle Robert (Rotbertus maior suus de Sancto Avito). Le hameau voisin de Crémisay (Cramisiacum), aujourd'hui disparu, est alors tenu par le chevalier Thion (Theudo miles de Cramisiaco)[23].
- Vers 1110, Saint-Avit est tenu par Gounier I d'Aunay, dès lors appelé Gounier de Saint-Avit (Gunherius de sancto Avito), frère aîné de Gautier II mort sans descendance[24].
- Vers 1190, la possession de l’église de Saint-Avit (ecclesiam Sancti Aviti) est confirmée aux moines de l'abbaye de Marmoutier de Tours par l’évêque de Chartres Renaud de Bar[25].

## Politique et administration

### Liste des maires
| Période                                  | Période      | Identité        | Étiquette | Qualité  |
| ---------------------------------------- | ------------ | --------------- | --------- | -------- |
| Les données manquantes sont à compléter. |              |                 |           |          |
| Mars 2014                                | Juillet 2020 | Éric Deschamps  | SE        | retraité |
| Juillet 2020                             | En cours     | François Goblet |           |          |

## Population et société

### Démographie
L'évolution du nombre d'habitants est connue à travers les recensements de la population effectués dans la commune depuis 1793. Pour les communes de moins de 10 000 habitants, une enquête de recensement portant sur toute la population est réalisée tous les cinq ans, les populations de référence des années intermédiaires étant quant à elles estimées par interpolation ou extrapolation. Pour la commune, le premier recensement exhaustif entrant dans le cadre du nouveau dispositif a été réalisé en 2007.

En 2022, la commune comptait 347 habitants, en évolution de −6,22 % par rapport à 2016 (Eure-et-Loir : −0,23 %, France hors Mayotte : +2,11 %).
| 1793 | 1800 | 1806 | 1821 | 1831 | 1836 | 1841 | 1846 | 1851 |
| ---- | ---- | ---- | ---- | ---- | ---- | ---- | ---- | ---- |
| 600  | 512  | 596  | 515  | 566  | 614  | 612  | 591  | 547  |

| 1856 | 1861 | 1866 | 1872 | 1876 | 1881 | 1886 | 1891 | 1896 |
| ---- | ---- | ---- | ---- | ---- | ---- | ---- | ---- | ---- |
| 567  | 560  | 527  | 529  | 480  | 483  | 469  | 494  | 490  |

| 1901 | 1906 | 1911 | 1921 | 1926 | 1931 | 1936 | 1946 | 1954 |
| ---- | ---- | ---- | ---- | ---- | ---- | ---- | ---- | ---- |
| 489  | 454  | 462  | 406  | 415  | 390  | 360  | 365  | 362  |

| 1962 | 1968 | 1975 | 1982 | 1990 | 1999 | 2006 | 2007 | 2012 |
| ---- | ---- | ---- | ---- | ---- | ---- | ---- | ---- | ---- |
| 314  | 275  | 235  | 276  | 304  | 307  | 316  | 317  | 369  |

| 2017 | 2022 | - | - | - | - | - | - | - |
| ---- | ---- | - | - | - | - | - | - | - |
| 362  | 347  | - | - | - | - | - | - | - |

## Culture locale et patrimoine

### Lieux et monuments

#### Dolmen de Quincampoix

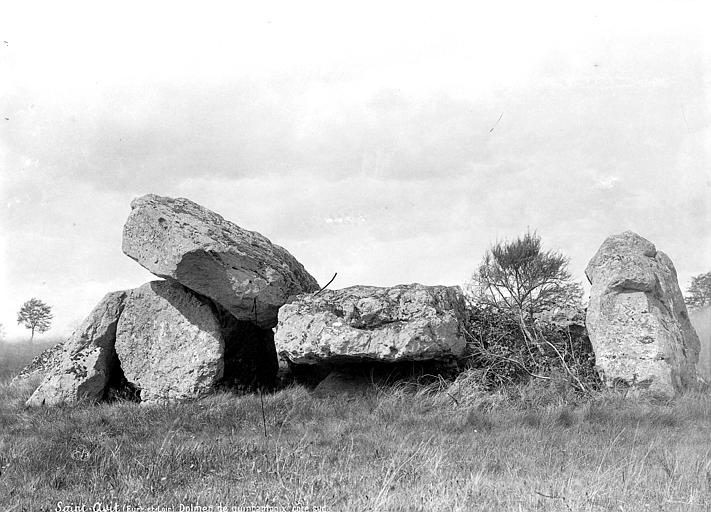
Dolmen de Quincampoix, vue sud, par Mieusement, avant 1893.

Classé MH (1889).

#### Église Saint-Avit
Une pierre gravée du chevet indique la date de 1552. L'église est mentionnée pour abriter les objets monuments historiques suivants :
- Retable du maître-autel du XVIe siècle en albâtre sculpté, représentant des scènes de la vie du Christ,  Classé MH (1906), répertoriée « œuvre disparue »[31] ;
- Tableau du dernier quart du XVIIIe siècle figurant un saint en prière,  Classé MH (1908)[32].

L'église Saint-Avit et le monument aux morts
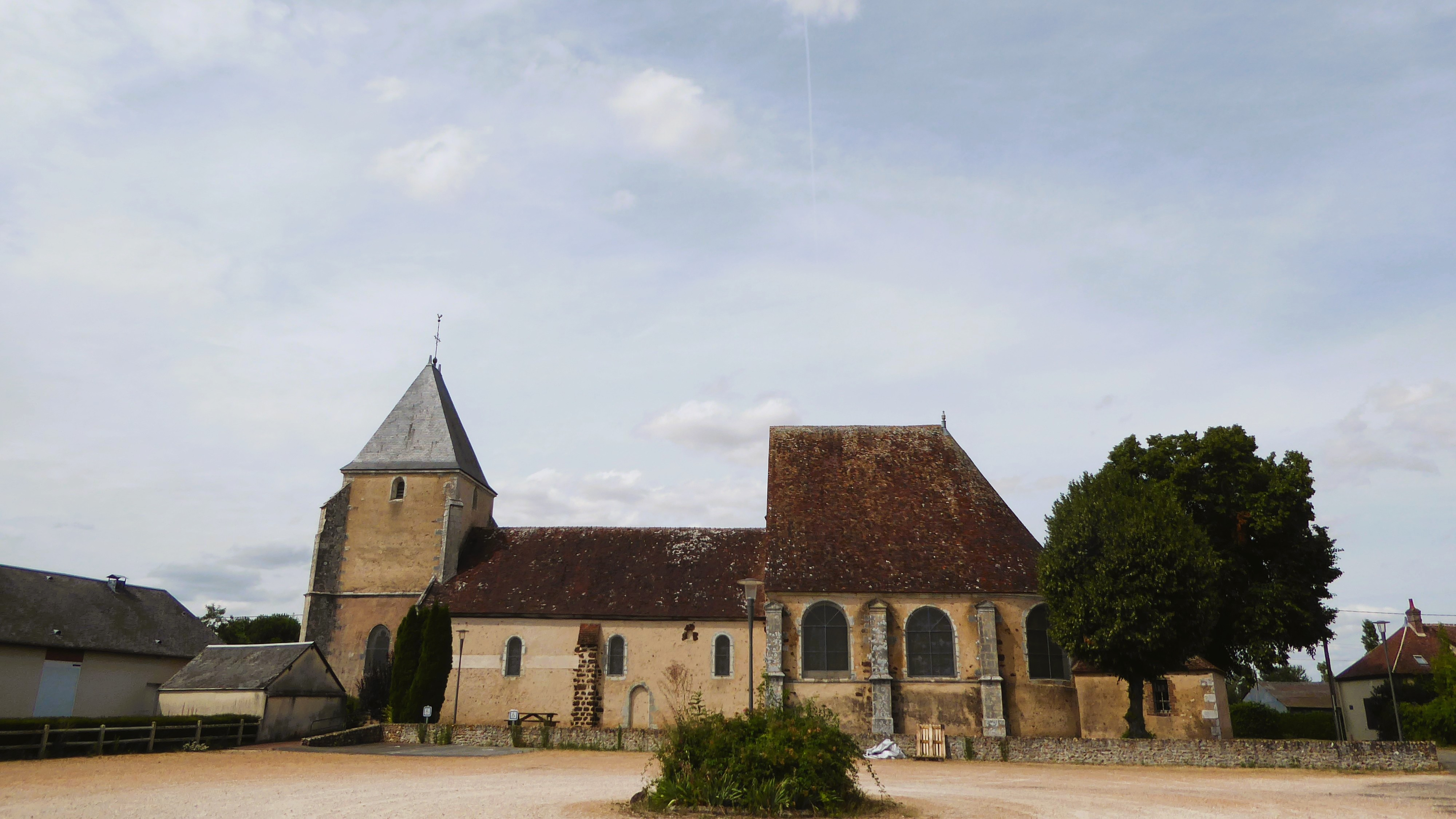
L'église, vue du sud.
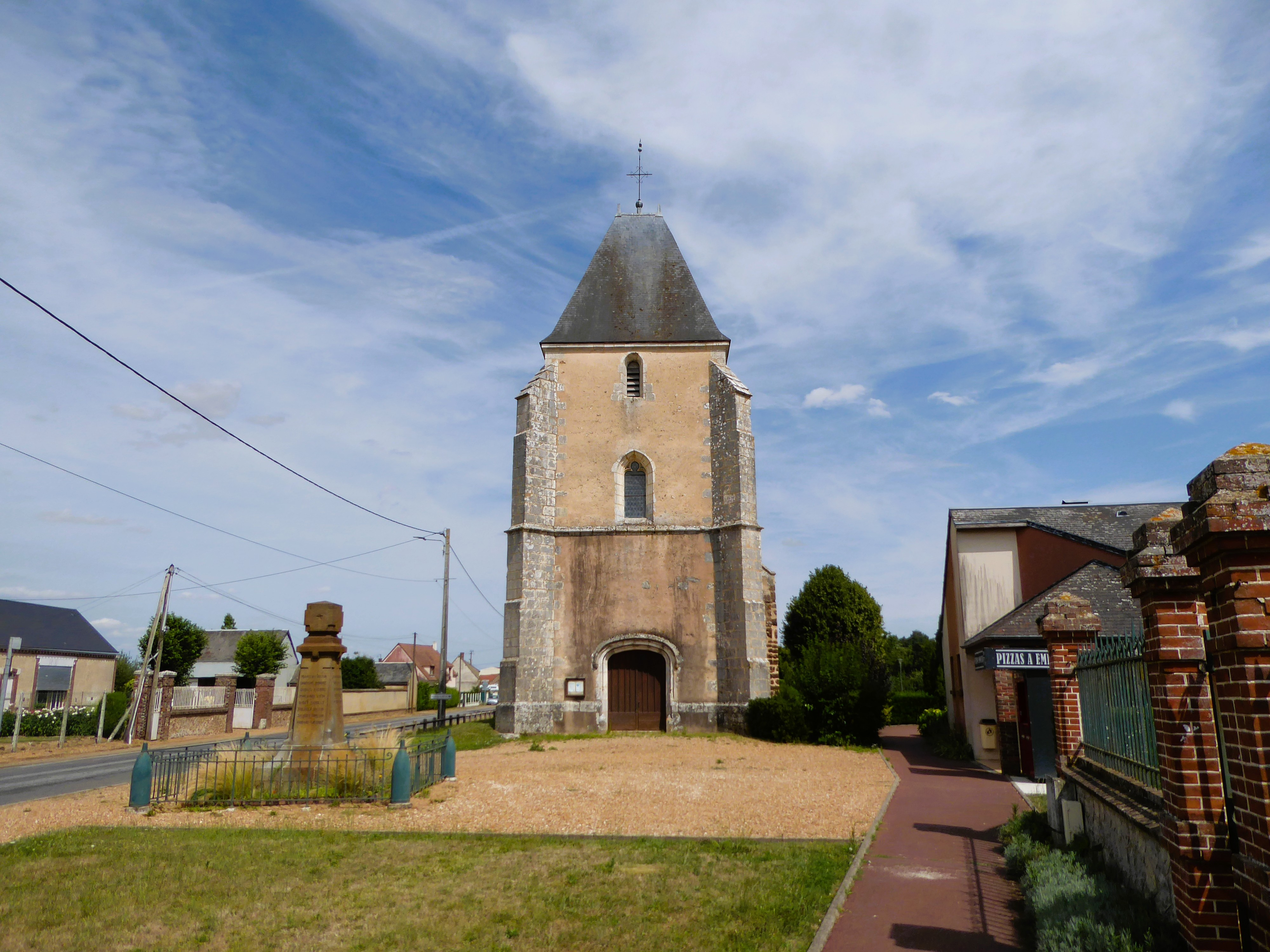
Le monument aux morts et l'entrée ouest de la tour.
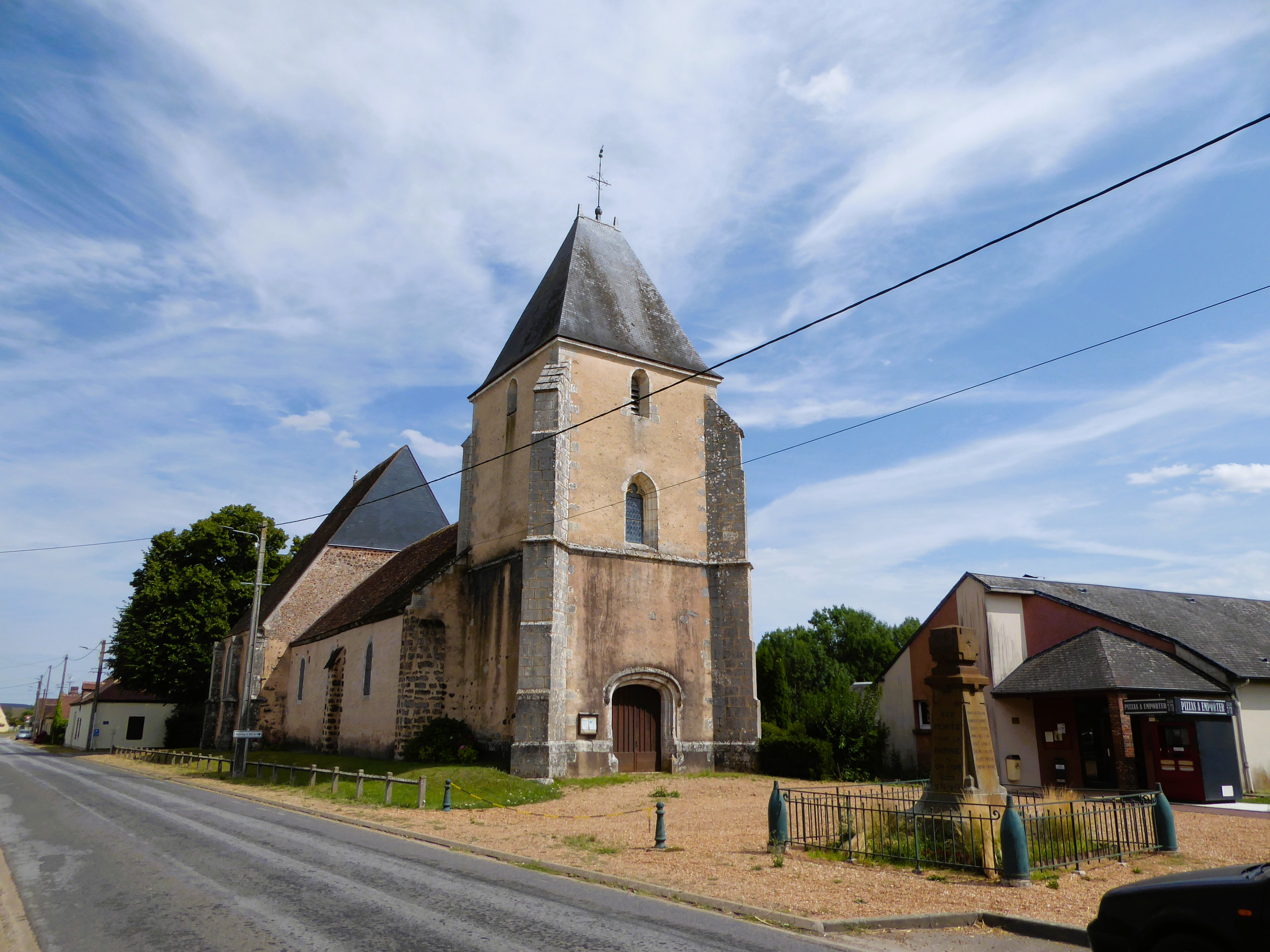
Le monument aux morts et la façade nord de l'église.

#### Château de Rabestan
Château de Rabestan, pigeonnier et vestiges du château,  Inscrit MH (1987).

#### Autres lieux et monuments
- Monument aux morts

### Personnalités liées à la commune
- Gautier II d'Aunay, vers 1094[34] ;
- Milsent Chef-de-Fer, sa femme, qui donna le village de Vierville aux moines de Marmoutier lors d'une cérémonie qui eut lieu chez elle à Saint-Avit[23] ;
- Gounier I d'Aunay, dit aussi de Saint-Avit, gouverneur militaire de Bayeux en 1105[35] ;
- Sami Frey (né en 1937), acteur, vit pendant la guerre sous une fausse identité dans la maison du gardien du château de Saint-Avit, où les Allemands se sont installés.